# Julia Kristevová
Julia Kristevová (* 24. června 1941 Sliven, Bulharsko) je spisovatelka, lingvistka, psychoanalytička, profesorka francouzské Univerzity Paříž VII.

## Životopis
Narodila se 24. června 1941, vyrostla v komunistickém Bulharsku. Ve věku 25 let odešla na doktorské studium do Francie, kde se vzápětí připojila ke skupině intelektuálů Tel Quel vydávající stejnojmenný časopis. Zkušenosti s komunistickým režimem v Bulharsku jí umožnily lépe rozumět marxismu a dílu ruských formalistů. Svůj lingvistický přístup shrnula v knihách Semeiotike, kde sama svůj charakteristický výklad literárních textů nazývá sémanalýzou, La Texte du Roman a La Revolution du Langage Poetique, která byla její dizertační prací. V průběhu sedmdesátých let se začala věnovat psychoanalýze a v rámci psychoanalytické interpretace napsala několik knih, jako např. Au commencement était l'amour: psychanalyse et foi, Soleil noir: dépression et mélancolie nebo Les pouvoirs de l'horreur, kde čerpala z vlastní psychoanalytické praxe. V současné době vyučuje lingvistiku na Univerzitě Paříž VII, přednáší také na univerzitě v Kolumbii, New Yorku a Torontu a je členkou Pařížské psychoanalytické společnosti. V roce 2006 získala cenu Hannah Arendtové za své politické myšlenky.
Když ji její spolužák Roland Barthes nazval „cizinkou“, neodkazoval (pouze) k jejímu geografickému původu, ale také ke stylu psaní, který se vyznačuje komplikovaným projevem plným nejasných pojmů, množství cizích slov či běžných slov v nových, netradičních významech.

## Dílo

### Jazyk jako proces označování
Kritizuje moderní lingvistiku a zabývá se tím, co jazyk vlastně znamená. Odvrací se od sassurovského konceptu jazyka založeného na mluvícím subjektu jako objektu lingvistiky. Mluvící subjekt je pro ni nejen prostorem pro strukturu a opakující se přeměnu, ale především její ztrátou a výdajem. Jazyk podle ní není monolitickou homogenní strukturou, ale heterogenním komplexním procesem označování.
Nahrazuje Lacanovo dělení mezi imaginárním a symbolickým řádem dělením mezi sémiotickým a symbolickým a interakci mezi nimi nazývá “proces označování”.

### Feminismus, femininita a mateřství
Spolu s Luce Irigarayovou či Hélène Cixous bývá považována za klíčové postavy francouzského feminismu. Ve svých dílech pojednávajících o ženskosti odkazuje na psychoanalytickou tradici, přičemž se snaží o přehodnocení předoidipovského vztahu dítěte k matce. Zde dochází k závěru, že nejen individuální subjekt, ale také celá kultura stojí na potlačení původní identifikace s mateřským ženstvím. K otázce ženství (femininity) přistupuje z pozice antiesencialismu a zdůrazňuje, že ženství jako takové není možné definovat. Spolu s tím také odmítá existenci „ženského psaní“ („écriture féminine“ či „parler femmes“), protože konkrétní charakteristiky ať již subjektu nebo psaní jsou závislé na daném kontextu, na jejich pozici v symbolickém řádě. To, co stanovuje ženě její místo, je její vztah k dominantnímu symbolickému systému. Zdůrazňuje, že ženy si musí najít své místo v kulturním prostoru prostřednictvím jiných modulací jazyka a jiných předmětů myšlení než těch mužských. Takové hledání však nemůže probíhat na rovině uniformního kolektivního hnutí, ale výhradně na rovině individuální; každá žena si musí najít svůj vlastní specifický jazyk. Schvaluje užití zájmena „my“ (ženy) v případě feministické politické akce, zároveň však poukazuje na represivní povahu označení „žena“, které předepisuje určité vzory myšlení, chování a jednání. Ženy může legitimně spojovat jejich politický nebo sociální program, ale ne jejich „ženská podstata“. (Fulka 2002). Specifické postavení v symbolickém řádu zaujímá mateřské tělo, které hraje významnou roli při vytváření subjektivity. Kristevová odmítá Freudovu a Lacanovu tezi o důležitosti otce a hrozbě kastrace a naopak volá po novém přehodnocení mateřství. V eseji nazvané Stabat mater kritizuje mj. Beauvoirovou za její striktní odsunutí mateřství do pozadí a upozorňuje na nejasnou pozici mateřského těla. Žena-matka je jistým způsobem „rozštěpená“, nachází se mezi přírodou a kulturou, vnitřním a vnějším, sémiotickým a symbolickým; toto rozštěpení pak podle ní přináší tvůrčí psychický prožitek, který se nemůže ničemu jinému vyrovnat.

### Vybraná bibliografie
- 1969 Semeiotike: recherches pour une sémanalyse. Paris: Éditions du Seuil.
- 1970 Le Langage, cet inconn: une initiation à la linguistique. Paris : S.G.P.P.
- 1970 Le Texte du roman: approche sémiologique d'une structure discursive transformationnelle. The Hague; Paris; New York: Mouton.
- 1971 Épistémologie de la linguistique. Hommage à E. Benveniste. Paris: Didier.
- 1974 Des Chinoises, Paris: Éditions des Femmes.
- 1974 La Révolution du langage poétique: l'avant-garde à la fin du XIXe siècle, Lautréamont et Mallarmé. Paris: Éditions du Seuil.
- 1977 Polylogue. Paris: Éditions du Seuil.
- 1980 Pouvoirs de l'horreur: essai sur l'abjection. Paris: Éditions du Seuil.
- 1988 Étrangers à nous-mêmes. Paris: Fayard.

#### V češtině
- 2004 Jazyk lásky: eseje o sémiotice, psychoanalýze a mateřství. Praha: One Woman Press.
- 1999 Slovo, dialog a román: texty o sémiotice. Praha: SOFIS.

## Vyznamenání
- 1987 Chevalier dans l'Ordre des Arts et des Lettres
- 1989 Cena Henryho Hertze
- 1991 Řád Ordre National de la Mérite
- 1995 Čestný doktorát na Western Ontario University, Kanada
- 1997 Řád Légion d'Honneur
- 1997 Čestný doktorát Victoria University na Toronto University, Kanada
- 1998 Členkou American Academy of Arts and Sciences
- 1999 Čestný doktorát Harvard University, Boston, Ma
- 2000 Čestný doktorát Université Libre v Belgii
- 2000 Čestný doktorát Universität Bayreuth
- 2000–2001 na školní rok jmenována členkou Institut Universitaire de France
- 2000 Členkou Torontské univerzity, Kanada
- 2002 Členkou British Academy, London
- 2002 Čestný doktorát University Sofia
- 2002 Členkou Academie Universelle des Cultures
- 2003 Čestný doktorát New School University, New York
- 2004 Mezinárodní Holbergova cena
- 2006 Cena Hannah Arendtové
- 2007 Cena créateurs sans frontières, « essai », quai d’Orsay, cultures France
- 2007 Cena Nadace Dagmar a Václava Havlových VIZE 97